# Malh de Bolard
El Malh de Bolard és una muntanya de 2.753 metres que es troba a la Vall d'Aran, entre el municipi de Naut Aran i el Coserans, a l'Arieja, França. És un cim poc conegut degut a la seva situació allunyada a l'extrem nord de la comarca i al fet de trobar-se entre dos grans cims com són el tuc de Maubèrme i el tuc de Barlonguèra. El seu cim, on hi ha una antena, és arrodonit, força pla, i contrasta amb les crestes que s'estenen cap el tuc des Cingles, vers l'oest, i cap el tuc de Colomèrs vers l'est. Aquestes crestes de la banda est són conegudes com a serra deth Malh de Bolard. Al seus peus es troba l'estanh deth Pietà, on s'origina el barranc deth Pietà que desguassa a la ribera d'Òrla.
Aquest cim està inclòs al llistat dels 100 cims de la FEEC
El Malh de Bolard està dins la Zona d'Especial Conservació denominada ES5130003 Alt Pallars de la xarxa europea d'espais naturals Natura 2000 i és una de les localitzacions on es pot trobar la sargantana aranesa (Iberolacerta aranica), descoberta el 1993 i que només es troba en una zona que va del tuc de Crabèra fins al Port d'Òrla.

## Ruta normal
Sortint de Montgarri resseguint el GR 211 cap el port d'Òrla, per uns pista a l'esquerra del Noguera Pallaresa fins a Can Cabau, aquí es deixa la pista i se segueix un corriol que puja a l'esquerra del riu Horcalh, passarem a prop de la cabana deth Horcalh, la veurem a l'altra banda del riu, poc abans de la plana deth Horcalh el camí s'allunya de la vora del riu durant un llarg tram i ja força enlairat respecte al riu, el curs principal, que es continua resseguint per l'esquerra, passa a denominar-se Ribera d'Òrla. Arribats al port d'Òrla anirem cap a l'esquerra, passarem per les antigues mines, alguns trams del camí segueixen el recorregut de l'antic carrilet que s'utilitzava per transportar el mineral extret de les mines. El camí flanquejant de manera planera vers un parell d'estanyets que hi ha per sota de l'estanh deth Pietà. En aquests estanyets es deixa el GR i es gira a la dreta seguint les fites que porten a l'estanh deth Pietà, aquí es deixa estany a la dreta per anar a buscar la carena oest i pujar fins fins al cim.